# Friedrich Wilhelm Rust (1739-1796)

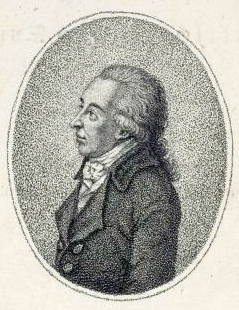
Portret van Friedrich Wilhelm Rust door J.F.A.Schall

Friedrich Wilhelm Rust (Wörlitz, 6 juli 1739 - Dessau, 28 februari 1796) was een Duits violist en componist. Hij was de grootvader van componist en Thomascantor Wilhelm Rust.

## Biografie

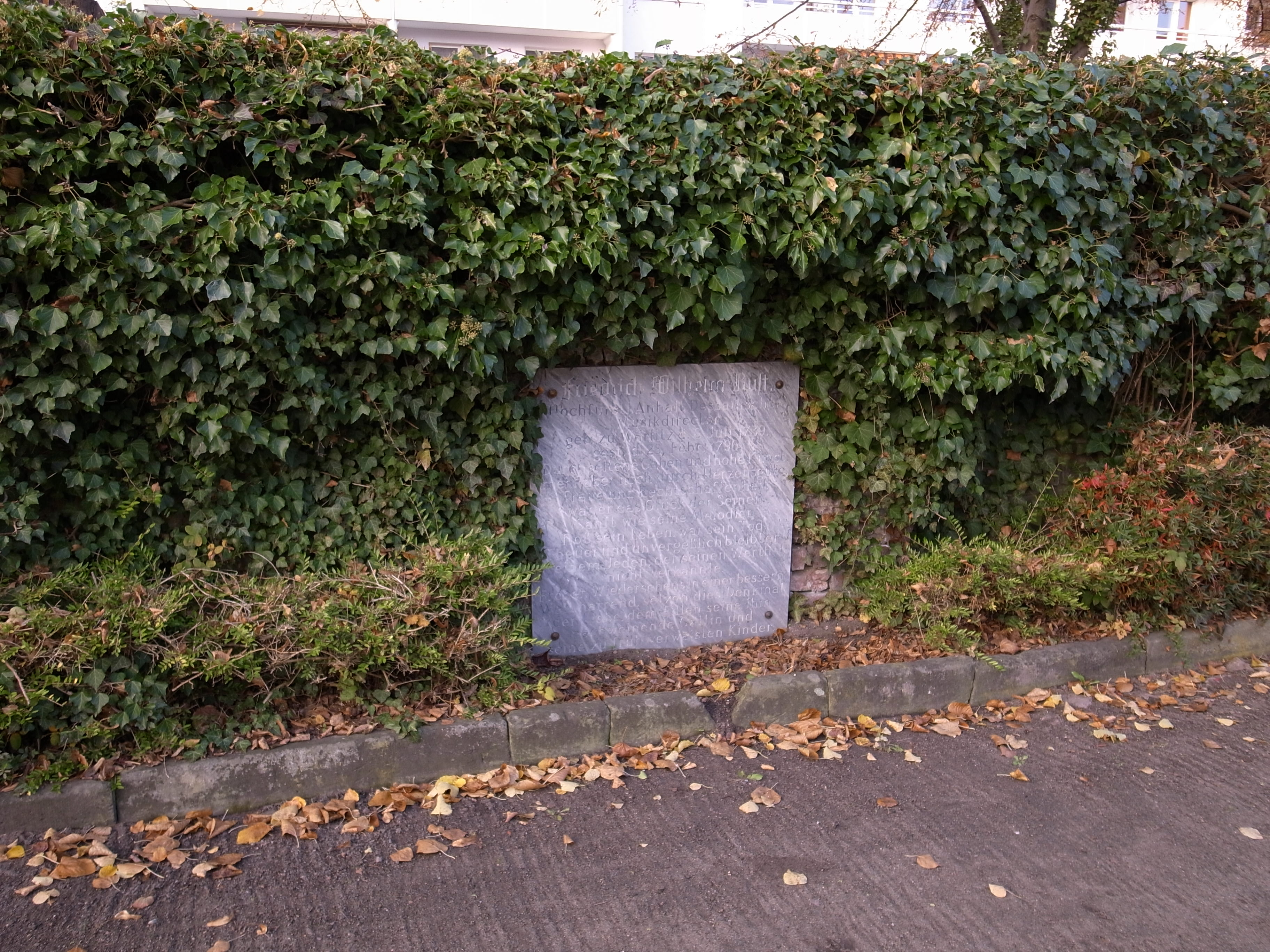
Rusts grafsteen op het kerkhof van Dessau.

Rust voltooide in 1758 het Lutherse gymnasium in Köthen. Daarna ging hij rechten studeren in Halle, waar hij door Wilhelm Friedemann Bach werd bijgeschoold in het schrijven van muziek en in het orgel- en pianospel. Vanaf 1762 kreeg hij in Zerbst les van Karl Hoeckh en in Berlijn van zowel Carl Philipp Emanuel Bach als Franz Benda. In 1767 begeleidde hij Leopold III Frederik Frans van Anhalt-Dessau op een reis naar Italië, waar hij nog meer muzikale scholing kreeg van Giuseppe Tartini en Giulio Gaetano Pugnani.
Vanaf 1766 werkte Rust onder andere als pedagoog in Dessau. In 1775 kreeg hij de leiding over het theater van Dessau over van Johann Friedrich Fasch. Toen de dichter Johann Wolfgang von Goethe in 1776 in Wörlitz verbleef was deze zozeer onder de indruk van Rusts werk, dat hij besloot een groot deel van zijn eigen werk door Rust op muziek te laten zetten.

## Werk
Friedrich Wilhelm Rusts composities bestaan vooral uit cantaten (Herr Gott wir loben dich, Allgnädiger, in allen Höhen), oden en liederen zoals het Wanderers Nachtlied, waarvan de tekst door Goethe is geschreven. Daarnaast schreef Rust enkele monodrama's zoals Inkle und Jaryko (Berlijn, 1777), Fingal in Lochlie, Inamorulla (naar het werk van Ossian) en Colma (Dessau, 1782) alsmede het herdersspel Korylas und Lalage (rond 1786). Hij schreef ook een aantal werken voor viool en piano, waaronder zes sonaten.

## "De zaak-Rust"
Ongeveer een eeuw na zijn dood werd Friedrich Wilhelm Rust het middelpunt van commotie in de muzikale wereld. Zijn kleinzoon, de gerenommeerde muziekwetenschapper Wilhelm Rust, had in 1891 twaalf klaviersonates van hem uitgegeven, die velen hadden verrast doordat zij vooruitliepen op die van Ludwig van Beethoven. Rust werd hierdoor beschouwd als de "missing link" tussen Mozart en Beethoven en als een wegbereider voor de romantische periode in de muziek. Een vergelijking door de Duitse muziekwetenschapper Ernst Neufeldt tussen de uitgave en het oorspronkelijke manuscript toonde in 1912 echter aan dat de bezorger zelf grondig had ingegrepen in het werk van zijn grootvader. Passages die in een 18e-eeuwse context als revolutionair waren beschouwd, bleken in feite pas aan het einde van de 19e eeuw te zijn toegevoegd of bewerkt. Wilhelm Rust, die al was overleden toen zijn "bedrog" uitkwam, had met geen woord gerept van de ingrepen die hij in de sonates had gedaan. Zijn uitgave wordt sindsdien als een mystificatie beschouwd. De affaire had ook gevolgen in het muziekleven van Frankrijk, waar de invloedrijke muziektheoreticus en componist Vincent d'Indy de sonates van Friedrich Wilhelm Rust met grote nadruk had verwelkomd als een onmisbare schakel in de muziekgeschiedenis. Zijn tegenstanders, onder wie Claude Debussy, grepen "de zaak-Rust" aan om D'Indy tot mikpunt van spot te maken, maar deze was, zelfs na bestudering van de autograaf, niet bereid zijn ongelijk toe te geven.